# Aristida curvifolia
Aristida curvifolia är en gräsart som beskrevs av Eugène Pierre Nicolas Fournier. Aristida curvifolia ingår i släktet Aristida och familjen gräs. Inga underarter finns listade i Catalogue of Life.